# فردی گست
فردی گست (انگلیسی: Freddie Guest; ۱۴ ژوئن ۱۸۷۵ – ۲۸ آوریل ۱۹۳۷) سیاست‌مدار اهل بریتانیا بود.